# 7월 위기

1914년 8월 9일 독일 풍자 잡지 Kladderadatsch에 게재된 "Der Stänker"("The Troublemaker")라는 제목의 정치 만화로 유럽 국가들이 탁자에 앉아 있는 모습을 묘사하고 있다.(1) e동맹국은 작은 세르비아가 테이블에 합류하자 역겨운 표정을 짓고 있는 반면 러시아는 기쁨으로 반응한다. (2)세르비아가 오스트리아-헝가리를 찔러 모두를 충격에 빠뜨렸다. 독일은 즉시 오스트리아에 지원을 제공한다.(3) 오스트리아는 세르비아에 변제를 요구하지만, 주머니에 손을 넣은 느긋한 독일은 배경에서 러시아와 프랑스가 합의하는 것을 눈치채지 못한다.(4) 오스트리아는 세르비아를 처리하고, 놀란 독일은 분노한 러시아를 바라보고 아마도 오스만 제국과 협정을 맺었고, 프랑스는 영국과 대화를 시도한다.(5) 영국이 당황한 눈으로 바라보는 가운데 독일과 프랑스가 즉시 대치하는 총격전이 발발한다. 오른쪽에서 다른 전투원은 일본이나 불가리아일 가능성이 있는 어둠 속에서 합류하겠다고 위협하고있다.

7월 위기(七月 危機, 영어: July Crisis, 독일어: Julikrise)란 제1차 세계 대전으로 이어진 1914년 여름 유럽의 강대국들 사이에 발생한 외교적 위기 사태이다. 세르비아의 민족주의자 가브릴로 프린치프가 오스트리아-헝가리 제국의 황태자 프란츠 페르디난트 폰 외스터라이히에스테 대공을 사라예보에서 암살(사라예보 사건)한 것이 원인이었다.
프란츠 페르디난트 대공을 암살한 프린치프가 소속된 비밀 결사인 흑수단은 남슬라브족 인구 및 그 인구가 거주하는 영토를 세르비아 왕국 또는 몬테네그로 왕국에 흡수시키기를 원했다. 오스트리아-헝가리 제국 측은 황태자가 암살당했을 뿐 아니라 발칸반도 북부 영토와 남슬라브족 인구, 특히 보스니아 헤르체고비나에 거주하는 세르비아인 인구를 포기할 수 없었기 때문에 세르비아 왕국에 최후통첩을 날리게 된다.
한 달 뒤 오스트리아-헝가리 제국은 세르비아에 선전포고를 했다. 이에 러시아 제국이 오스트리아-헝가리 제국에 선전포고하고, 오스트리아-헝가리 제국과 동맹이었던 독일 제국이 러시아 제국에 선전포고하고, 프랑스가 독일 제국에 선전포고를 했다. 이어 독일 제국이 프랑스를 침공하는 과정에서 중립국으로 있던 벨기에를 공격했고 영국이 독일에 선전포고하면서 동맹 라인을 따라 적대 관계가 확산되었다. 제1차 세계 대전의 시작이었다.

## 관련 논문
- 정상수, 〈1914년 7월 위기 - 발칸 전쟁과 1차 세계대전의 길목에서 -〉, 《역사교육연구》 125, 역사교육연구회, 2013년
- 오인환, 〈7월 위기와 1차 세계대전 발발 원인에 대한 재고찰 - 독일과 러시아의 위협인식 -〉, 《군사(軍史)》 92, 국방부 군사편찬연구소, 2014년

## 같이 보기
- 연합국 (제1차 세계 대전)
- 제1차 세계 대전의 원인
- 동맹국 (제1차 세계 대전)
- 제1차 세계 대전의 외교사
- 국제 관계 (1814년-1919년)